# 나레즈시

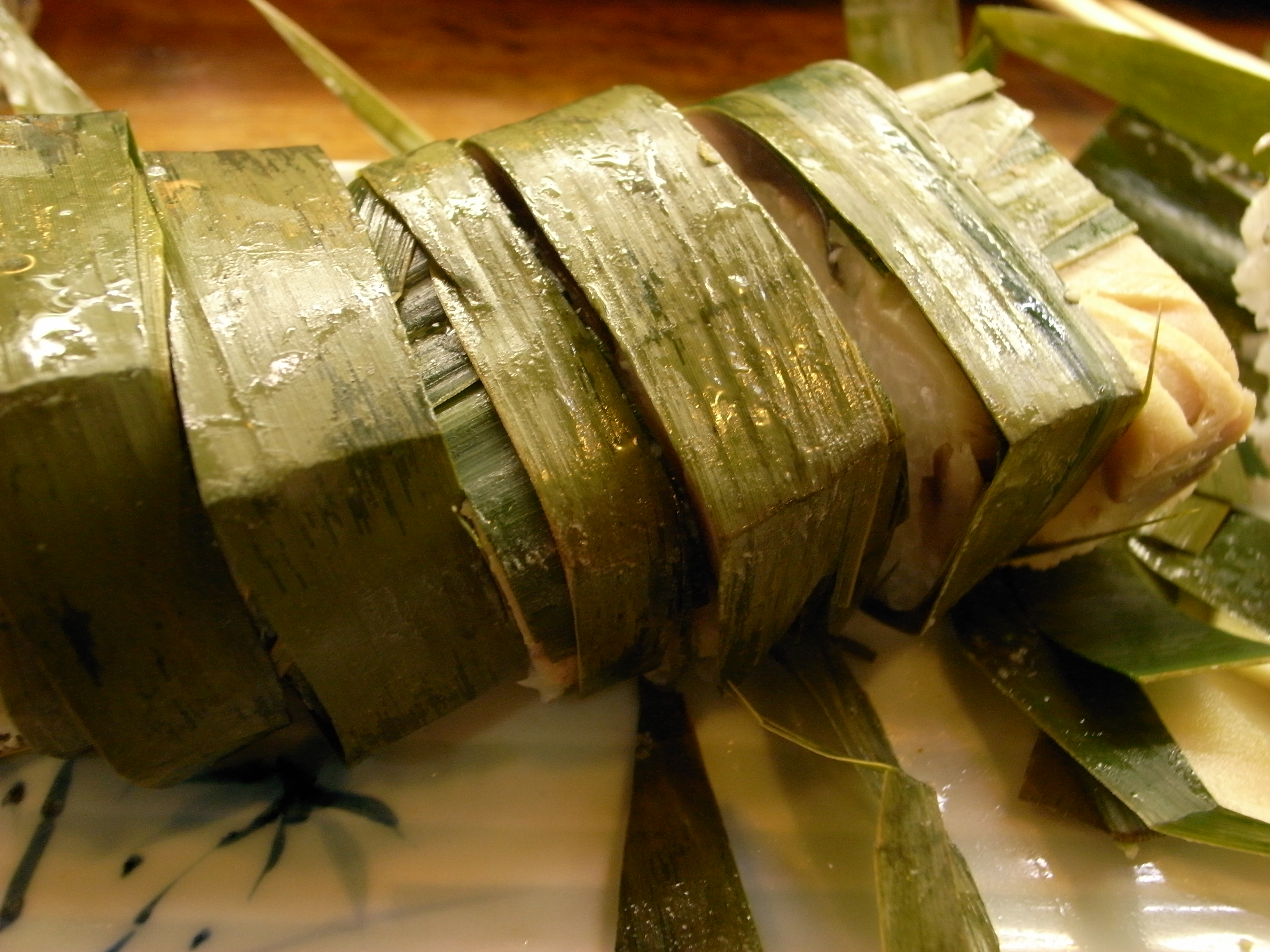
나레즈시

나레즈시(일본어: なれずし)는 일본 요리의 하나로, 소금에 절인 생선을 밥과 함께 돌로 눌러 두어 발효시킨 스시이다.

## 같이 보기
- 붕어초밥
- 하야즈시